# A. Breeze Harper
Amie "Breeze" Harper (30 de maio de 1976) é uma feminista racial crítica americana, estrategista de diversidade, e autora de livros e estudos sobre veganismo e racismo. Sua antologia Sistah Vegan apresenta uma coleção de escritos de veganas negras.

## Vida e carreira
Harper atribui seu interesse inicial em praticar o veganismo à influência do trabalho de Dick Gregory em conectar a dieta à luta de libertação de grupos marginalizados e à afrocêntrica, crudívora, Queen Afua.
Em 2015, Harper organizou uma conferência, The Vegan Praxis of Black Lives Matters, para discutir questões interseccionais relativas ao veganismo e ao movimento Black Lives Matter. No mesmo ano, Harper se juntou ao conselho consultivo da Black Vegans Rock.
Harper foi o candidato à vice-presidência do Humane Party nas eleições presidenciais de 2016 nos Estados Unidos.

## Publicações
- A. Breeze Harper (1 de março de 2009). Sistah Vegan: Black Female Vegans Speak on Food, Identity, Health and Society. [S.l.]: Lantern Books. ISBN 978-1590561454. Consultado em 10 de junho de  2016
- Amie Breeze Harper (2010). «Race as a 'Feeble Matter' in Veganism: Interrogating Whiteness, Geopolitical Privilege, and Consumption Philosophy of 'Cruelty-Free' Products». Journal for Critical Animal Studies. 8 (3): 5–27. Consultado em 10 de junho de  2016
- D. Ndirangu Wachanga (31 de maio de 2011). Cultural Identity and New Communication Technologies: Political, Ethnic and Ideological Implications. Hershey, PA: IGI Global. pp. 235–255. ISBN 9781609605919. Consultado em 10 de junho de 2016 "Chapter 12: Veganporn.com & 'Sistah': Explorations of Whiteness through Textual Linguistic Cyberminstrelsy on the Internet"
- Alison Hope Alkon; Julian Agyeman (21 de outubro de   2011). Cultivating Food Justice: Race, Class, and Sustainability. [S.l.]: MIT Press. pp. 221–238. ISBN 978-0262516327. Consultado em 10 de junho de  2016 Chapter 10: "Vegans of color, racialized embodiment, and problematics of the 'exotic'"
- Psyche Williams Forson; Carole Counihan (13 de setembro de  2013). Taking Food Public: Redefining Foodways in a Changing World. [S.l.: s.n.] pp. 155–174. ISBN 9781134726271. Consultado em 10 de junho de  2016 Chapter 12: "Going Beyond the Normative White 'Post-Racial' Vegan Epistemology"
- A. Breeze Harper (12 de setembro de   2014). Scars: A Black Lesbian Experience in Rural White New England. [S.l.]: Sense Publishers. ISBN 978-9462097599